# 霍恩阿尔
霍恩阿尔是德国黑森州的一个市镇。总面积45.67平方公里，总人口4824人，其中男性2441人，女性2383人（2011年12月31日），人口密度106人/平方公里。